# Parigi nel XX secolo
Parigi nel XX secolo (Paris au XXe siècle) è un romanzo di fantascienza dell'autore francese Jules Verne, scritto nel 1860 e pubblicato postumo nel 1994.

## Storia editoriale
L'autore presentò il manoscritto all'editore Pierre-Jules Hetzel nel 1863 che, ritenendo il romanzo troppo pessimistico e temendo che avrebbe potuto danneggiare l'allora nascente carriera di Verne, ne rifiutò la stampa suggerendo di attendere vent'anni per pubblicarlo. Verne ripose il manoscritto in una cassaforte dove venne scoperto dal suo pronipote nel 1989. Fu infine pubblicato in Francia nel 1994.
In Italia è stato pubblicato nel 1995.

## Trama
Michel Jéròme Dufrénoy è un giovane e valente poeta in versi latini appena laureatosi in lettere antiche. Purtroppo il mondo del 1960, fatto di grattacieli di vetro, treni ad alta velocità, automobili a gas, calcolatori ed una rete di comunicazioni mondiale, non ha bisogno di letterati o di musicisti, ma di abili ingegneri e tecnici. Michel, orgoglioso della sua cultura, non riesce ad inserirsi in quella società che non capisce, governata com'è dalla tecnologia e dal profitto economico. È un grande artista e dedica tutti i suoi sforzi a comporre poemi che nessuno leggerà mai, ma è incapace di lavorare per potersi mantenere e alla fine di una lenta parabola, disoccupato ed in miseria incontrerà una fine tragica nella quale trascinerà anche la donna che ama.

## Il futuro secondo Verne
Dato il grande progresso tecnico del XIX secolo, Verne poteva immaginare una Parigi del 1960 non troppo diversa da quella ventura, industriale avanzata, con rete di metropolitana e centri meccanografici. Si parla di climatizzazione di ambienti, apparecchi televisivi, reti mondiali di trasmissione dati, sebbene ancora telegrafiche.
L'autore cita un apparecchio chiamato facsimile, concettualmente non lontano dall'attuale fax. Viene descritto l'edificio del Louvre con una costruzione in vetro davanti al suo ingresso, e di un altissimo faro dove ha sede l'attuale Torre Eiffel. L'autore non aveva previsto lo sviluppo della penna (si usano ancora quelle d'oca) e del tessile, parlando di abiti in fibra metallica, elementi di secondaria importanza. Ben più inquietante ed attuale un mondo contrassegnato da disagio sociale di cui fa le spese l'artista protagonista, divenuto perfettamente inutile in un contesto arido e pragmatico.

## Edizioni
- (FR) Paris au XXe siècle, illustrazioni di	François Schuiten, 1ª ed., Hachette / Le Cherche Midi Éditeur, 1994,  pp. 216, ISBN 2-01-235118-2.
- Parigi nel XX secolo, traduzione di Maurizio Grasso, Milano, Newton Compton Editori, 27 maggio 1995, ISBN 88-7983-992-6.
- Parigi nel XX secolo, traduzione di Maria Ferreri, Conti Editore, giugno 2013, ISBN 978-88-97940-20-3.
- Parigi nel XX secolo, traduzione di Martina Acquaro, Roma, Eliot, 2017, ISBN 978-88-699-3419-3.
- Parigi nel XX secolo, traduzione di Bruno Amato, Collana UEF. I Classici, Milano, Feltrinelli, 2023, ISBN 978-88-079-0443-1.